# فيبي هاليويل
فيبي هاليويل Phoebe Halliwell إحدى شخصيات مسلسل المسحورات الخيالية، أدت دورها أليسا ميلانو وابتكرتها كونستانس إم. بيرج.

## الخلفية
وُلدت فيبي هاليويل في قصر عائلتها في 1329 شارع بريسكوت، سان فرانسيسكو - كاليفورنيا في 2 نوفمبر 1975 لأبوين هما باتريشيا هاليويل الساحرة وفيكتور بينيت البشري، ولها أختان أكبر منها هما برودانس هاليويل وبايبر هاليويل وأخت غير شقيقة أصغر منها هي بايج ماثيوز، وسُميت فيبي تيمناً بخالة أمها المفضلة.
وُلدت فيبي بقدرة الحس المسبق، لكن جدتها لأمها بينيلوبي هاليويل جمدت قوى حفيداتها لمنع المشعوذ نيكولاس من قتلهن وأخذ قواهن.
تجادل والدها وجدتها لأمها بسبب كون والدها بشرياً وغير قادر على حماية بناته من القوى الخارقة للطبيعة، فغادر والدها الحانق والمهزوم الأسرة.
في 28 فبراير 1978 غرقت باتريشيا بينما كانت تقاتل شيطان الماء، فكانت بناتها الثلاث يتيمات بشكل فعلي، وربتهن جدتهن لأمهن بينيلوبي.
كانت فيبي تلميذة جيدة، وأحرزت ذات مرة جائز تلميذ الشهر، في عمر العاشرة انتقلت بواسطة تعويذة ألقتها ذاتها المستقبلية إلى عام 2002 حيث قابلت نسختين أكبر سناً من ذاتها، وشقيتها بايبر، وزوجها ليو وايت، وزوجها السابق المستقبلي كول تيرنر، وأنقذها كول من الشيطان كورزون، كما زارت عالم المضيئين البيض مع ليو. وبعد أن ساعدت ذاتها المستقبلية في الاستماع إلى رغبة قلبها بشأن الزواج من كول، عادت إلى زمنها الحالي حيث قامت جدتها بمحو ذاكرتها.
بعد إكمال المدرسة الثانوية، انتقلت برو وبايبر معاً إلى شقة في الشاطئ الشمالي حيث بقين إلى أن مرضت جدتهن، حينها اضطررن إلى العودة والإقامة معها، وخُطب برو إلى رجل يسمى روجر، كما سألت بايبر أن تكون وصيفتها.
بدأ روجر يتقرب من فيبي في عملها ويرسل إليها الأزهار، وعندما اكتشفت برو الأمر، اتهمت فيبي بالتقرب منه، وكنتيجة لهذه الحادثة غادرت فيبي إلى نيويورك، وأيضاً لأنها وجدت أدلة على أن والدها يقيم هناك. وقبل ذلك أخذت بينيلوبي صورة للشقيقات الثلاث تُظهر كم كن متباعدات، وخططت لاستخدام جرعة تحرمهن من قواهن السحرية للأبد، لكنها ماتت قبل أن تتمكن من استخدامها.

## اكتشاف الذات كواحدة من المرصودات
وعندما خسرت عملها في نيويورك عادت الي اخواتها وفي ليلة عودتها فيبي واختها بايبر قامو بالعب باللوح الروحاني الذي قام بتهجئة كلمة العلية
(attic) في البداية لم يصدقنها خواتها فلما شاهدوا اللوح يهجئ فصدقوها ثم ذهبت إلى العلية لتتأكد بأن اللوح كان محق فعندما قامت بفتح الباب وقد كان مقفل ولكن قام الباب بفتح نفسه امامها ثم انفتح أحد الصناديق القديمة في العلية وظهر منه ضوء ورأت كتاب يدعى كتاب الظلال وحين فتحته رأت ترنيمة تقوم بإعادة قواهن التي قامت جدتهما بيني هاليويل بحجبها وعندها بدات كواحدة من المسحورات